# Плугатар (Криворізький район)
Плугата́р (до 2016 року — Червоний Плугатар) — село в Україні, у Криворізькому районі Дніпропетровської області. Входить до складу Карпівської сільської громади.
До 2017 року орган місцевого самоврядування — Новомалинівська сільська рада. Населення — 72 мешканці.

## Географія
Село Плугатар розташоване за 2 км від лівого берега річки Вербова, на відстані 2 км від села Олександрія. По селу протікає пересихаючий струмок з загатою.

## Населення

### Мова
Розподіл населення за рідною мовою за даними перепису 2001 року:
| Мова       | Кількість | Відсоток |
| ---------- | --------- | -------- |
| українська | 63        | 87.5%    |
| російська  | 9         | 12.5%    |
| Усього     | 72        | 100%     |